# Ignacy Mościcki
Ignacy Mościcki (n. 1 decembrie 1867 – d. 2 octombrie 1946) a fost un chimist polonez, politician și Președinte al Republicii Polone (1926–39). El a fost cel mai longeviv președinte al Poloniei (13 ani).

## Biografie

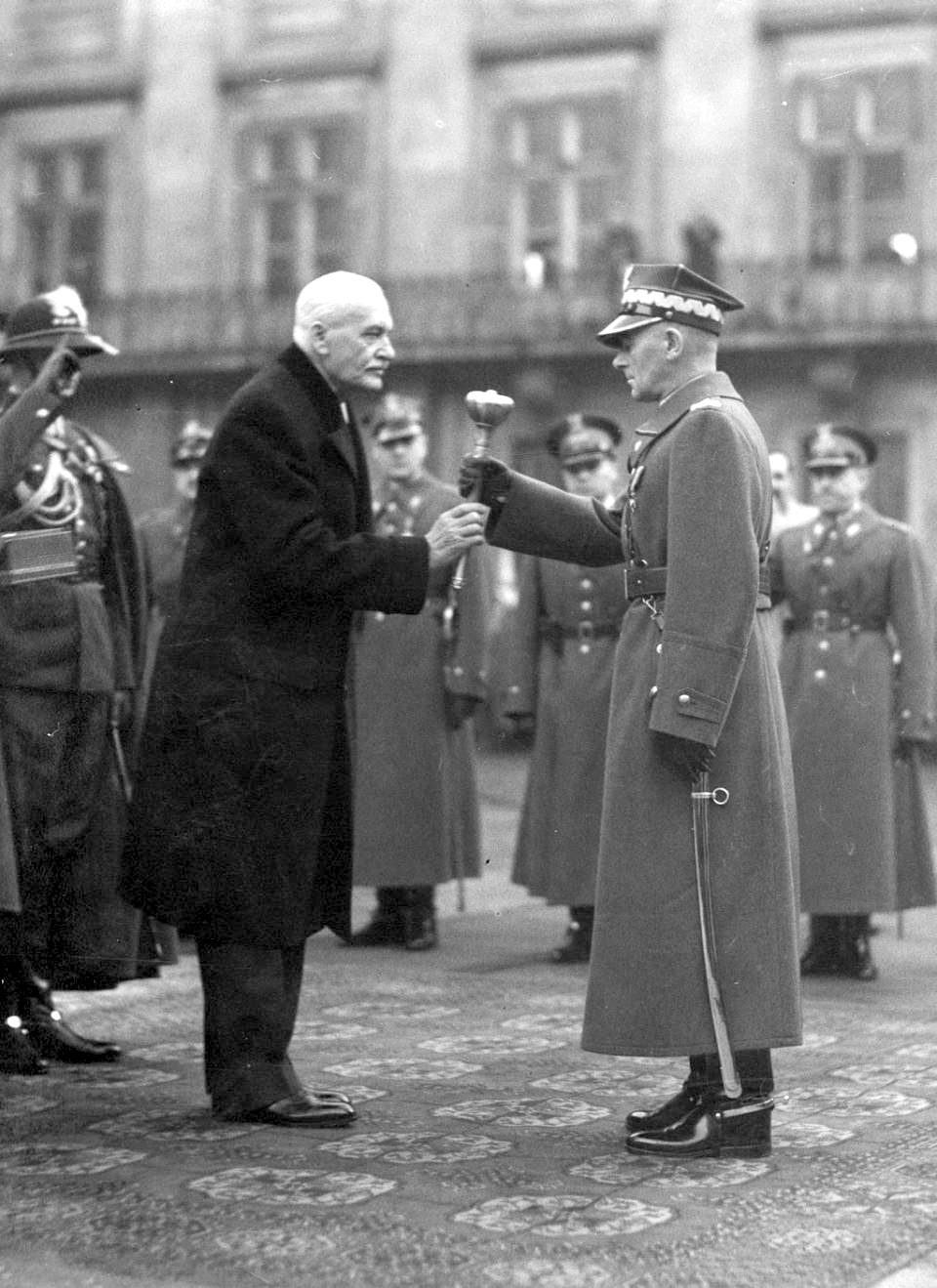
Mościcki în conferă buława mareșalului Poloniei lui Edward Rydz-Śmigły

Ignacy Mościcki s-a născut pe 1 decembrie 1867 în Mierzanowo, un mic sătut de lângă Ciechanów, Polinia. După ce a absolvit școala din Varșovia, el a studiat chimia la Universitatea Tehnică din Riga. Acolo a aderat la organizația poloneză de stânga, Proletariat.
La absolvire, el a revenit la Varșovia, dar a fost amenințat de către poliția secretă țaristă cu închisoare pe viață în Siberia și a fost nevoit să emigreze în 1892 în Londra. În 1896 i s-a oferit un post de asistent la Universitatea din Fribourg din Elveția. Acolo el a patentat o metodă industrială ieftină de producție a acidului azotic.
În 1912 Mościcki s-a mutat la Lviv, unde a acceptat un post de chimie fizică și electrochimie tehnică la Lviv Politehnic. În 1925 el a fost ales rector la Politehnică, dar curând s-a mutat la Varșovia pentru a continua cercetările sale la Universitatea de Tehnologie din Varșovia.
După lovitura de stat din mai 1926 a lui Józef Piłsudski, pe 1 iunie 1926, Mościcki – un asociat de odinioară a lui Piłsudski din Partidul Socialist Polonez – a fost ales președintele Poloniei de Adunarea Națională, după recomandările lui Piłsudski (după ce însuși Piłsudski a refuzat).
Ca președinte, Mościcki a fost subordonatul lui Piłsudski, niciodată nu arată în mod deschis dezacordul din orice aspect al conducerii mareșalului. După moartea lui Piłsudski din 1935, urmașii lui s-au divizat în trei grupuri: cei care-l susțin pe Mościcki ca succesorul lui Piłsudski; cei care-l suștin pe Generalul Edward Rydz-Śmigły; și cei care-l susțin pe prim-ministrul Walery Sławek.
Cu scopul de a-l elimina pe Sławek, Mościcki a încheiat un acord de împărțire a puterii cu Rydz-Śmigły, care l-a văzut pe Sławek ca un actor politic serios până la sfârșitul anului. Ca urmare a acestui acord, Rydz-Śmigły a devenit de facto liderul Poloniei, până la izbucnirea războiului, în timp ce Moscicki rămas în continuare în funcția de președinte.
Mościcki a fost o figură moderată de conducere în regim, fiind menționat ca „guvernul coloneilor”, din cauza prezenței multor ofițeri militari în guvernul polonez. Mościcki a respind multe dintre excesele naționaliste politicianului mai de dreapta Rydz-Śmigły, dar înțelegerea lor a rămas mai mult sau mai puțin intactă.
Mościcki a rămas președinte până în septembrie 1939, când a fost internat în România și a fost forțat de către Franța să demisioneze biroul său. El l-a transmis lui Władysław Raczkiewicz, după ce prima sa alegere a fost respinsă de către guvernul francez.
În decembrie 1939 Mościcki a fost eliberat și lăsat să se mute în Elveția, unde el s-a aflat de-a lungul celui de-Al Doilea Război Mondial. El a murit în casa sa din apropiere cu Geneva pe data de 2 octombrie 1946.

## Premii
- Ordinul Vulturul Alb
- Crucea Comandorului cu Steaua a Ordinului polonez Restituta
- Crucea Independenții cu Săbii
- Medalia de Bronz pentru Slujbă Îndelungată
- Ordinul Crucea Sudului de clasa I (Brazilia)
- Ordinul „Pentru meritul civil” (Bulgaria)
- Mare Cruce a Ordinului de Merit al Chile (Chile)
- Ordinul Crucea Vulturului de clasa I (Estonia)
- Ordinul Stelei Albe de clasa I (Estonia)
- Sfânta Cruce a Ordinului Trandafirului Alb (Finlanda)
- Sfânta Cruce a Ordinul Salvatorului (Grecia)
- Ordinul Pahlavi de clasa I (Iran)
- Ordinul Suprem al Crizantemei (Japonia)
- Sfânta Cruce a Ordinului celor Trei Stele (Letonia)
- Sfânta Cruce a Ordinului Sfântului Olaf (Norvegia)
- Ordinul Regal a lui Serafim (Suedia)
- Sfânta Cruce a Ordinului de Merit al Republicii Ungare (Ungaria)
- Marea Cruce de Onoare și Devotament al Ordinului Cavalerilor de Malta